# فيرونيكا فيريس
فيرونيكا فيريس (بالألمانية: Veronica Ferres )‏ (و. 1965  م) هي ممثلة أفلام ألمانية، ولدت في زولينغن، شاركت في الانتخابات الرئاسية الألمانية 2017.

## التعليم
تعلمت في جامعة لودفيغ ماكسيميليان في ميونخ.

## جوائز
حصلت على جوائز منها:
- Golden Feather  [لغات أخرى]‏ (2006)
- رومي  [لغات أخرى]‏
- وسام الاستحقاق البافاري
- جائزة ستيغر  [لغات أخرى]‏.

## وصلات خارجية
- فيرونيكا فيريس على موقع IMDb (الإنجليزية)
- فيرونيكا فيريس على موقع مونزينجر (الألمانية)
- فيرونيكا فيريس على موقع ألو سيني (الفرنسية)
- فيرونيكا فيريس على موقع ميوزك برينز (الإنجليزية)
- فيرونيكا فيريس على موقع أول موفي (الإنجليزية)
- فيرونيكا فيريس على موقع قاعدة بيانات الأفلام السويدية (السويدية)
- فيرونيكا فيريس على موقع ديسكوغز (الإنجليزية)
- فيرونيكا فيريس على موقع قاعدة بيانات الفيلم (الإنجليزية)
- فيرونيكا فيريس على موقع كينوبويسك (الروسية)